# Atletica leggera ai Giochi della XXIX Olimpiade - Salto con l'asta femminile

Video della Finale

La gara di salto con l'asta femminile all'olimpiade di Pechino 2008 si è svolta tra il 16 (qualificazioni) ed il 18 agosto (finale).

I minimi per partecipare ai giochi erano 4,45 m (minimo A) e 4,30 m (minimo B).

## Presenze ed assenze delle campionesse in carica
| Competizione         | Atleta          | Prestazione | Pechino 2008 |
| -------------------- | --------------- | ----------- | ------------ |
| Olimpiadi 2004       | Elena Isinbaeva | 4,91 m      | Presente     |
| Commonwealth 2006    | Kym Howe        | 4,62 m      | Assente      |
| Europei 2006         | Elena Isinbaeva | 4,80 m      | Presente     |
| Coppa del mondo 2006 | Elena Isinbaeva | 4,60 m      | Presente     |
| Panamericani 2007    | Fabiana Murer   | 4,60 m      | Presente     |
| Mondiali 2007        | Elena Isinbaeva | 4,80 m      | Presente     |
|                      |                 |             |              |
| Mondiali junior 2004 | Lisa Ryzih      | 4,30 m      | Non selez.   |

## Gara
A 4,70 la favoritissima Elena Isinbaeva entra in gara. Valica l'asticella al primo tentativo. Come lei, solo altre due atlete: Jennifer Stuczynski (USA) e Julija Golubčikova (Rus). Al secondo tentativo ce la fa anche Monika Pyrek (Pol). Un'altra attesa protagonista, Svetlana Feofanova ha commesso un errore alla misura precedente ed ha passato la misura, per non compromettere la propria classifica.
La Feofanova è incaricata di cimentarsi per prima a quota 4,75. Passa al primo tentativo. Invece la Stuczynski e la Golubčikova valicano l'asticella alla seconda prova (per la russa è il record personale). Viene eliminata Monika Pyrek. La Isinbaeva ha passato.
A 4,80 la Isinbaeva passa ancora. La Feofanova e la Golubčikova sbagliano il primo tentativo, mentre il salto di Jennifer Stuczynski riesce alla prima prova. Per le due russe non sono sufficienti né la seconda né la terza prova: eliminate. La Feofanova è davanti alla connazionale per il minor numero di errori (uno contro due).
Per Elena Isinbaeva si presenta il difficile compito di valicare 4,85; se fallisce sarà fuori dalle medaglie. La russa supera la misura al primo tentativo e riconquista la testa della classifica. Jennifer Stuczynski può accontentarsi dell'argento, ma tenta il tutto per tutto: passa alla misura successiva.
A 4,90 l'americana sbaglia di poco la prima prova. Sbaglia anche la seconda, ma chiede la ripetizione del tentativo. Sostiene che i giudici le hanno contato solo due minuti, invece dei tre regolamentari. La ripetizione viene accordata, ma la Stuczynski sbaglia la ripetizione del secondo e poi anche il terzo tentativo. Elena Isinbaeva si conferma campionessa olimpica. La russa, che ha eseguito due soli salti, chiede 4,95 (nuovo record olimpico). Ce la fa al terzo tentativo. Poi chiede ai giudici di alzare l'asticella a 5,05 (nuovo record del mondo). Alla terza prova l'atleta gioisce e, insieme a lei, tutto il pubblico.
Per la Isinbaeva è il 24º record mondiale (14 all'aperto e 10 al coperto).

## Risultati

### Qualificazioni
Le qualificazioni si sono svolte il 16 agosto a partire dalle 10:10, il cielo era sereno, la temperatura dell'aria era di 29 °C e l'umidità relativa al 45%.
Si sono qualificate per la finale 12 atlete sulle 36 partecipanti.
Gruppo A
| Pos | Atleta                | Paese       | 4,00 | 4,15 | 4,30 | 4,40 | 4,50 | 4,60 | Uscita |   | Note |
| --- | --------------------- | ----------- | ---- | ---- | ---- | ---- | ---- | ---- | ------ | - | ---- |
| 1   | Elena Isinbaeva       | Russia      | –    | –    | –    | –    | –    | O    | 4,60   | Q |      |
| 2   | Gao Shuying           | Cina        | –    | –    | O    | O    | O    | –    | 4,50   | q |      |
| 3   | Svetlana Feofanova    | Russia      | –    | –    | –    | XO   | O    | –    | 4,50   | q |      |
| 3   | April Steiner-Bennett | Stati Uniti | –    | –    | XO   | O    | O    | –    | 4,50   | q |      |
| 5   | Monika Pyrek          | Polonia     | –    | –    | –    | O    | XO   | –    | 4,50   | q |      |
| 6   | Carolin Tamara Hingst | Germania    | –    | O    | XO   | O    | XO   | –    | 4,50   | q |      |
| 7   | Naroa Agirre          | Spagna      | O    | O    | O    | XO   | XXX  |      | 4,40   |   |      |
| 8   | Anastasija Reiberger  | Germania    | –    | O    | XO   | XO   | XXX  |      | 4,40   |   |      |
| 9   | Joanna Piwowarska     | Polonia     | XO   | O    | XO   | XXX  |      |      | 4,30   |   |      |
| 9   | Afrodíti Skafída      | Grecia      | –    | XO   | XO   | XXX  |      |      | 4,30   |   |      |
| 9   | Sandra-Helena Tavares | Portogallo  | O    | XO   | XO   | XXX  |      |      | 4,30   |   |      |
| 12  | Marion Buisson        | Francia     | O    | O    | XX   |      |      |      | 4,15   |   |      |
| 13  | Natalia Kushch        | Ucraina     | –    | XXO  | –    | XXX  |      |      | 4,15   |   |      |
| 13  | Li Ling               | Cina        | –    | XXO  | XXX  |      |      |      | 4,15   |   |      |
| 13  | Yarisley Silva        | Cuba        | –    | XXO  | XXX  |      |      |      | 4,15   |   |      |
| 16  | Alejandra García      | Argentina   | XXO  | XXO  | XXX  |      |      |      | 4,15   |   |      |
| 17  | Leila Ben Youssef     | Tunisia     | XO   | XXX  |      |      |      |      | 4,00   |   |      |
| 17  | Vanessa Vandy         | Finlandia   | XO   | XXX  |      |      |      |      | 4,00   |   |      |

- O = Salto valido;
- X = Salto nullo;
- – = Misura passata;
- Q = Qualificata direttamente;
- q = Ripescata;
- RP = Record personale.

Gruppo B
| Pos | Atleta                 | Paese       | 4,00 | 4,15 | 4,30 | 4,40 | 4,50 | Uscita |   | Note |
| --- | ---------------------- | ----------- | ---- | ---- | ---- | ---- | ---- | ------ | - | ---- |
| 1   | Vanessa Boslak         | Francia     | –    | O    | O    | O    | O    | 4,50   | q |      |
| 1   | Fabiana Murer          | Brasile     | –    | –    | –    | O    | O    | 4,50   | q |      |
| 1   | Jennifer Stuczynski    | Stati Uniti | –    | –    | –    | –    | O    | 4,50   | q |      |
| 4   | Anna Rogowska          | Polonia     | –    | –    | –    | O    | XO   | 4,50   | q |      |
| 5   | Julija Golubčikova     | Russia      | –    | –    | O    | O    | XO   | 4,50   | q |      |
| 6   | Silke Spiegelburg      | Germania    | –    | –    | XXO  | O    | XO   | 4,50   | q |      |
| 7   | Kate Dennison          | Regno Unito | XO   | XO   | XO   | XXO  | XXX  | 4,40   |   | RP=  |
| 8   | Alana Boyd             | Australia   | –    | –    | O    | XXX  |      | 4,30   |   |      |
| 8   | Roslinda Samsu         | Malaysia    | O    | O    | O    | XXX  |      | 4,30   |   |      |
| 10  | Kelsie Hendry          | Canada      | –    | –    | XO   | XXX  |      | 4,30   |   |      |
| 11  | Nicole Büchler         | Svizzera    | XXO  | O    | XXO  | XXX  |      | 4,30   |   |      |
| 12  | Þórey Edda Elísdóttir  | Islanda     | –    | O    | XXX  |      |      | 4,15   |   |      |
| 13  | Zhou Yang              | Cina        | XO   | O    | XXX  |      |      | 4,15   |   |      |
| 14  | Krisztina Molnár       | Ungheria    | XXO  | O    | XXX  |      |      | 4,15   |   |      |
| 15  | Nikoleta Kyriakopoulou | Grecia      | –    | XXO  | XXX  |      |      | 4,15   |   |      |
| 16  | Anna Fitídou           | Cipro       | XXO  | XXX  |      |      |      | 4,00   |   |      |
|     | Kateřina Baďurová      | Rep. Ceca   | XXX  |      |      |      |      | –      |   |      |
|     | Erica Bartolina        | Stati Uniti | –    | –    | XXX  |      |      | –      |   |      |

Legenda:
- O = Salto valido;
- X = Salto nullo;
- – = Misura passata;
- Q = Qualificata direttamente;
- q = Ripescata;
- RP = Record personale.

### Finale
La finale si è disputata il 18 agosto a partire dalle 19:20 locali, le 13:20 italiane, il cielo era nuvoloso, la temperatura dell'aria era di 27 °C e l'umidità relativa al 63%.
| Pos | Paese e Atleta        | 4,30 | 4,45 | 4,55 | 4,65 | 4,70 | 4,75 | 4,80 | 4,85 | 4,90 | 4,95 | 5,00 | 5,05 | Misura | Note                          |
| --- | --------------------- | ---- | ---- | ---- | ---- | ---- | ---- | ---- | ---- | ---- | ---- | ---- | ---- | ------ | ----------------------------- |
|     | Elena Isinbaeva       | –    | –    | –    | –    | O    | –    | –    | O    | –    | XXO  | –    | XXO  | 5,05   | Record mondiale               |
|     | Jennifer Stuczynski   | –    | –    | O    | –    | O    | XO   | O    | –    | XXX  |      |      |      | 4,80   |                               |
|     | Svetlana Feofanova    | –    | O    | O    | XO   | –    | O    | XXX  |      |      |      |      |      | 4,75   |                               |
| 4   | Julija Golubčikova    | –    | O    | O    | XO   | O    | XO   | XXX  |      |      |      |      |      | 4,75   | Miglior prestazione personale |
| 5   | Monika Pyrek          | –    | O    | O    | O    | XO   | XXX  |      |      |      |      |      |      | 4,70   |                               |
| 6   | Carolin Tamara Hingst | O    | O    | O    | XXO  | XXX  |      |      |      |      |      |      |      | 4,65   |                               |
| 7   | Silke Spiegelburg     | O    | XO   | O    | XXO  | XXX  |      |      |      |      |      |      |      | 4,65   |                               |
| 8   | April Steiner-Bennett | O    | O    | O    | XXX  |      |      |      |      |      |      |      |      | 4,55   |                               |
| 9   | Vanessa Boslak        | O    | O    | XO   | XXX  |      |      |      |      |      |      |      |      | 4,55   |                               |
| 10  | Fabiana Murer         | –    | O    | –    | XXX  |      |      |      |      |      |      |      |      | 4,45   |                               |
| 11  | Anna Rogowska         | –    | O    | XXX  |      |      |      |      |      |      |      |      |      | 4,45   |                               |
| 12  | Gao Shuying           | O    | XXO  | XXX  |      |      |      |      |      |      |      |      |      | 4,45   |                               |

Legenda:
- O = Salto valido;
- X = Salto nullo;
- – = Misura passata;
- RM = Record mondiale;
- RN = Record nazionale;
- RP = Record personale.